# كارل شتيلر
كارل شتيلر (بالألمانية: Karl Stieler)‏ (و. 1842 – 1885 م) هو كاتب، وأمين الأرشيف، وشاعر قانوني ‏ ألماني، ولد في ميونخ، توفي في ميونخ، عن عمر يناهز 43 عاماً.

## روابط خارجية
- كارل ستيلر على موقع ميوزك برينز (الإنجليزية)